# Tephronia cineraria
Tephronia cineraria är en fjärilsart som beskrevs av Ignaz Schiffermüller. Tephronia cineraria ingår i släktet Tephronia och familjen mätare. Inga underarter finns listade i Catalogue of Life.